# Veronique Peck
Veronique Peck (născută Passani; n. 5 februarie 1932, Paris, Franța – d. 17 august 2012, Los Angeles, California, SUA) a fost o jurnalistă, filantroapă și patroană a artelor⁠(d) franco-americană. A fost căsătorită cu actorul Gregory Peck din 1955 până la moartea acestuia în 2003.

## Biografie

### Cariera
S-a născut în 5 februarie 1932 la Paris și a purtat inițial numele Veronique Passani; mama ei era artistă și scriitoare, în timp ce tatăl ei era arhitect. Ea și-a început cariera ca jurnalistă la cotidianul francez France Soir⁠(d) și l-a cunoscut pe actorul american Gregory Peck în anul 1953, cu ocazia unui interviu. Cei doi s-au căsătorit pe 31 decembrie 1955, la scurt timp după divorțul lui Peck de prima sa soție, Greta Kukkonen.

### Activitatea filantropică
Veronique Peck a devenit o filantroapă binecunoscută în Greater Los Angeles⁠(d). A colectat, împreună cu soțul ei, aproximativ 50 de milioane de dolari pentru American Cancer Society⁠(d) în anii 1960, iar cotidianul american Los Angeles Times a numit-o „Femeia anului” (Woman of the Year) în 1967. S-a numărat, de asemenea, printre cofondatorii grupului teatral Inner City Cultural Center (compus din membri proveniți din diferite medii etnice) și a centrului de spectacole Los Angeles Music Center⁠(d). Ea a devenit cetățean american naturalizat în 1976.
La scurt timp după moartea lui Gregory Peck în 2003, Veronique a preluat controlul asupra evenimentului Gregory Peck Reading Series. Acest eveniment are scopul de a strânge bani în numele Bibliotecii Publice din Los Angeles⁠(d) prin intermediul participării celebrităților. Se împrietenise cu autorul Harper Lee în timp ce soțul ei participa la fimarea ecranizării ...Să ucizi o pasăre cântătoare (1962). Ea l-a convins în anul 2005 pe Harper Lee, care ducea de obicei o viață retrasă, să accepte premiul literar al Bibliotecii Publice din Los Angeles și să ia parte în persoană la decernarea acestui premiu. Veronique Peck și familia ei au participat, alături de președintele Barack Obama, la o proiecție privată a filmului ...Să ucizi o pasăre cântătoare, care a fost organizată în anul 2012 la Casa Albă pentru a marca împlinirea a 96 de ani de la nașterea fostului ei soț.

### Moartea
A murit din cauza unei boli de inimă în casa ei din Los Angeles în 17 august 2012, la vârsta de 80 de ani.